# Antonio de Mendoza y Pacheco
Antonio de Mendoza y Pacheco (Mondéjar, 1491 o 1493 - Lima, 21 de julio de 1552) fue un político y militar español, caballero de Santiago, comendador de Socuéllamos, primer virrey de la Nueva España, desde 1532 hasta 1550, y segundo virrey del Perú, desde 1551 hasta 1552.

## Sus orígenes
Antonio de Mendoza fue hijo de Íñigo López de Mendoza y Quiñones, II conde de Tendilla y I marqués de Mondéjar (a la vez nieto de Íñigo López de Mendoza, el gran poeta), y de su segunda esposa, Francisca Pacheco Portocarrero (hija de Juan Pacheco, I duque de Escalona y de su esposa María Portocarrero Enríquez, VI señora de Moguer y Villanueva del Fresno). 
Nunca fue conde de Tendilla, como muchas informaciones, biografías y publicaciones erróneamente le adjudican, ya que el título y mayorazgo recayó en su hermano mayor, Luis Hurtado de Mendoza. El único título perpetuo que tuvo a su merced fue el de comendador de Socuéllamos.
Se casó con Catalina de Vargas, hija de Francisco de Vargas, contador mayor de los Reyes Católicos, de la que tuvo tres hijos: Íñigo, el primogénito, Francisca y Francisco. Antonio era cuñado del obispo de Plasencia, Gutierre de Vargas Carvajal, quien organizó una expedición al estrecho de Magallanes en 1539.

## El nacimiento en Mondéjar
El lugar del nacimiento de Antonio de Mendoza es muy discutido, se considera tradicionalmente Granada, donde su padre era capitán general, pero Arthur Scott Aiton ofreció como alternativa Alcalá la Real (Jaén), y a este siguieron muchos otros, como Guillermo Tovar de Teresa. También se dice que fue Valladolid, porque su primera fundación en Nueva España fue una ciudad con dicho nombre, actualmente llamada Morelia.
Francisco Javier Escudero Buendía aportó prueba documental del expediente de caballero de su nieto Francisco Fernández de Córdoba y Mendoza, en donde su genealogía no deja lugar a dudas, afirmando que su abuelo nació en Mondéjar (Guadalajara, España).
El 14 de noviembre de 1535 Mendoza se convirtió en el primer virrey de Nueva España y en noviembre de 1550 traspasó el virreinato de la Nueva España a Don Luis de Velasco en Cholula, pasando a ocupar el virreinato del Perú en 1551, donde fallece en 1552.

## El aprendizaje en el Virreinato granadino
A pesar de ser de orígenes alcarreños, Antonio de Mendoza marchó al reino de Granada, donde su padre fue el primer capitán general con funciones de virrey, nombrado por los Reyes Católicos. Es en esta tierra donde los nobles y militares castellanos vivían encerrados en la Alhambra, rodeados de una población cuya mayoría aplastante eran moriscos, cristianos nuevos recién convertidos, donde el futuro primer virrey de Nueva España y segundo Virrey del Perú forjó su carácter tolerante y negociador, al estilo de su padre, Íñigo López de Mendoza, conde de Tendilla y posteriormente marqués de Mondéjar.
Allí aprendió el oficio de virrey sustituyendo a su progenitor, el de regidor de cabildo, el de tesorero de la Casa de la Moneda, y las dificultades de gobierno de una población étnica y confesionalmente distinta a la suya.

## Antonio de Mendoza el Morisco
La identificación con los moriscos entre los Mendoza fue tal, que en 1509 su padre tuvo que recordar que cuando saliera de viaje vistiera a la castellana, señal de que lo hacía habitualmente con las vestiduras musulmanas, como nos indican Peggy K. Lyss y Emilio Meneses. Esta misma identificación la tuvo con la nueva tierra americana:

Da Priesa en que se venga luego tu hermano don Antonio, que me escrivió el marqués de Denia que lo enbiase, y di a Lázaro de Peralta lo que le haga de vestir y sea a la castellana, y véngase luego él y los Añascos con él. De paramentos para su cama no curas que acá se avrán.

## Antonio de Mendoza: ¿Comunero?
El papel de Antonio de Mendoza, hermano de María Pacheco y cuñado por tanto de Juan de Padilla, en la Guerra de las Comunidades es contradictorio, habiendo algún autor —como Escudero Buendía— que lo califica como «Realista y Comunero», frente a otros que lo desmienten, como J. Benedict Warren. Efectivamente, la correspondencia de su hermano Luis Hurtado de Mendoza, transcrita por Emilio Meneses, prueba cómo una vez nombrado representante de Granada a las Cortes de Valladolid de 1518, se puso a favor del Doctor Zúmel y en contra del monarca, es decir, en la línea de los comuneros, y que por ello no le querían nombrar procurador de nuevo para las de 1520.
Que él estovo presto en Valladolid en faser lo que (debe) syn tener respeto a otra persona alguna y podría ser que se ofreciese cosa.

## En el bando realista: Jefe de un ejército de los 4000 moriscos
Sin embargo, dos años después aparece en el bando realista en la batalla de Huéscar, Baza y el perdón de Volteruela (actualmente llamada Puebla de Don Fadrique) (1520), donde lidera un ejército de 4000 moriscos, vestidos a su usanza, frente a cristianos viejos, incluso religiosos, a cuyos cabecillas castiga con dureza. Esta actitud mendocina recordará mucho a la Guerra del Mixtón, por muchos motivos, porque en aquella ocasión también el ejército contaba con un numeroso contingente indígena, y además porque la respuesta frente a los sublevados fue similar.

## La muerte de Juan Garcés y el destierro en Socuéllamos
Otro de los episodios desconocidos de la vida del futuro virrey fue la escaramuza que tuvo lugar en Almazán (Soria) donde era señor el conde de Monteagudo, su cuñado. Este se había marchado a Flandes, dejando en el cargo de alcaide de la fortaleza a Juan Garcés, vecino de Ágreda (Soria), quien parece ser que impidió a los Mendoza, Antonio y su hermano Bernardino de Mendoza, hacerse con el control de los destinos de la ciudad. 
La partida mendocina atacó el baluarte defensivo sin piedad, utilizando incluso fuego de alquitrán, apresando en su huida al desgraciado alcaide, torturándolo y ajusticiándolo después. 
Antonio de Mendoza fue condenado a un año de destierro por proceso ilegal, en el Monasterio de Uclés (Cuenca), ya que era caballero de la Orden de Santiago, momento que aprovechó para ir a residir a Socuéllamos (Ciudad Real) y rehabilitar la casa-encomienda de dicha localidad manchega.

## Los años de esplendor de los Tendilla y Mondéjar
Antonio de Mendoza y su rama familiar pasaban por sus horas más bajas, y su futuro no era nada halagüeño. Tenía en 1526 posiblemente 35 años, toda una vida para la época, y apenas había conseguido logros fuera de Granada y su entorno familiar. Nada hacía presagiar que él y todos sus hermanos pasarían de ser unos nobles y militares asentistas con intereses rurales en Andalucía, Extremadura y La Mancha.
Sin embargo, el destino les tenía guardada una grata sorpresa: el 10 de marzo de 1526 el rey decide casarse en Sevilla con la infanta  Isabel de Portugal y realizar un viaje por toda Andalucía, para conocer sus posesiones más meridionales en alza por el comercio indiano. En premio a la atención recibida por el nuevo capitán general de Granada, Luis Hurtado de Mendoza, todos sus hermanos reciben grandes mercedes, el primero Antonio de Mendoza nombrado ese mismo año embajador en Hungría, al año siguiente su hermano Diego Hurtado de Mendoza es nombrado embajador en Venecia, Bernardino de Mendoza, capitán de La Goleta en 1535, y definitivamente Luis Hurtado es intitulado grande de España en 1530.

## Su carrera diplomática y camarero del rey
Antes de partir hacia América, realizó tantas misiones diplomáticas en tres etapas, que se puede considerar que este era su oficio antes de aceptar el cargo de virrey: Desde 1516 hasta 1517 en Flandes e Inglaterra, donde incluso pudo conocer a Enrique VIII. En 1527 viajó al reino de Hungría para llevarle fondos a Fernando I de Habsburgo, el hermano menor de su rey Carlos I de España, pues tras la derrota de los ejércitos húngaros en la batalla de Mohács en 1526, el reino había sido ocupado por los otomanos victoriosos y el Habsburgo deseaba obtener el control. En la batalla de Mohács murió el rey Luis II de Hungría, y ante el trono vacante, Fernando lo reclamó sobre la base de sus derechos adquiridos por su matrimonio con Ana Jagellón de Hungría y Bohemia, hermana del fallecido monarca. Antonio pronto viajó a Italia y Alemania (1527-1530), participando también en la coronación imperial de Carlos V en Bolonia (Italia). También en 1528 fue nombrado gobernador en la Provincia de León dentro de la Orden de Santiago, para apaciguar una sublevación de los moriscos de Hornachos (Badajoz).

## Razón de su nombramiento como primer virrey en la Nueva España
Según alguna doctrina y opinión, como la de Germán Vázquez, Antonio de Mendoza, y por extensión muchos de los políticos, estadistas y militares de la época, tuvieron que improvisar estrategias de organización y políticas en un mundo nuevo del que no tenían referencias ni modelos anteriores. 
Frente a esta idea, están los que creen que la conquista de América tiene bastantes paralelos con la de las islas Canarias, y la organización posterior con el Reino de Granada como Miguel Molina Martínez y José Szmolka Clares, pero son pocos los que habían advertido que ambos protagonistas, los que fueron los primeros encargados del mando del Reino de Granada — después de haber sido conquistado en 1492 por los Reyes Católicos—-y del Virreinato de Nueva España, eran padre e hijo con similares formas de pensar y de entender el gobierno.
En el caso de Antonio de Mendoza, el desconocimiento de su formación anterior había ocultado la realidad de que era un diplomático, militar y político con cuarenta años de experiencia, con fases de gobierno en la capitanía general-virreinato de Granada, en el que la convivencia con una población mayoritaria recientemente conquistada y convertida a una nueva religión y por supuesto hostil —los moriscos—tenía a los ojos de la Corte española de la época grandes paralelismos con los indígenas americanos.
Este fue, sin duda, uno de los principales argumentos de su nombramiento como primer virrey americano —aunque también ayudó mucho que fuera camarero real en 1530— y su experiencia junto a los moriscos, su ejemplo a la hora de afrontar el gobierno de Nueva España, donde no pocas veces (en las ordenanzas, en el urbanismo, en la política económica, en los descubrimientos, en sus relaciones con la iglesia, etc.) aplicó comportamientos aprendidos y heredados en Granada.

## Primer virrey de Nueva España

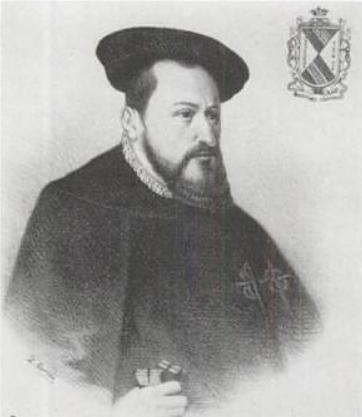
Antonio de Mendoza en Los Gobernantes de México.

Fue el primer virrey de la monarquía católica, con los nombramientos adicionales de Gobernador y Presidente de la Real Audiencia de México, con todas las atribuciones y autoridad inherentes al cargo, el 17 de abril de 1535, aunque no llegó a la Nueva España si no hasta finales de octubre de ese mismo año. 
Enfrentó la resistencia como primera autoridad con el capitán general Hernán Cortés, quien al final tuvo que subordinarse a su mandato, luego que de Mendoza le hiciese ver que la reorganización del Reino requería de su presencia, en tanto que él como Virrey representaba al Monarca. Una vez tomado posesión de su cargo el 14 de noviembre de 1535, ordenó ser informado sobre la situación imperante, de allí que su primer acto fue llamar a México y someter a juicio de residencia al Gobernador del Reino de la Nueva Galicia Nuño Beltrán de Guzmán (que había sido Presidente de la Primera Audiencia), bajo la acusación de corrupción y maltrato a los naturales. Y como los cargos fuesen plenamente probados Nuño sería enviado preso a Castilla, en 1538. 
El virrey hizo también abortar una conspiración de los esclavos negros (septiembre de 1537). En 1541 debió enfrentar en forma personal una grave sublevación de los indios caxcanes y chichimecas, en la región de Nueva Galicia, episodio conocido como la guerra del Mixtón, la cual culminó con la derrota de los indios, en febrero de 1542. 
Durante los quince años de su mandato en Nueva España, las leyes administrativas que impartió le convirtieron en el supremo organizador del virreinato novohispano.

### Obras y otros sucesos importantes
- Fundó en 1535 la Casa de la Moneda en la ciudad de México, en 1536 se empezaron a acuñar monedas de plata y cobre como las españolas, llamadas por su forma macuquinas.
- Estableció la imprenta que fue la primera de América, siendo el impresor Juan Pablos. El primer libro americano publicado fue la Breve y compendiosa Doctrina Christiana en lengua mexicana y castellana del obispo de México Juan de Zumárraga (1539).
- Durante su gobierno se continuaron los viajes de exploración: apoyó a Hernán Cortés en los viajes que dieron por resultado el descubrimiento de la península de Baja California, apoyó a fray Marcos de Niza en 1539 en la empresa exploratoria en la búsqueda de las míticas ciudades de Cíbola y Quivira, así como a Francisco Vázquez de Coronado en 1540, en cuya expedición se exploraron los territorios que constituyen actualmente el suroeste de Estados Unidos y noroeste de México.
- El 20 de noviembre de 1540 firmó una capitulación con el gobernador de Guatemala Pedro de Alvarado para explorar los territorios en la llamada «Tierra de la especiería». Por muerte al año siguiente de Alvarado en la campaña del Miztón, la expedición fue efectuada por Juan Rodríguez Cabrillo, quien se dirigió por mar hacia el Pacífico norte. Dicho navegante reconoció en 1542 las hoy costas de los estados de Baja California Sur, Baja California y California (EE. UU.), y nombró un cabo en California con el nombre de cabo Mendocino en honor del virrey.
- Otra expedición importante fue la que se envió hacia el Pacífico sur, en el archipiélago filipino, al mando de Ruy López de Villalobos (1542), quien tuvo que regresar por el occidente al ser atacado por los portugueses.
- Se fundó el colegio Imperial de Santa Cruz de Tlatelolco, destinado a la educación de los indios nobles,  donde  colaboraron frailes como Andrés de Olmos, Juan de Gaona y Bernardino de Sahagún. Asimismo se fundaron otros colegios como el de San Juan de Letrán, para los indios y mestizos, y de La Concepción, para mujeres.
- Dictó ordenanzas para dar buen trato a los nativos.
- Su mandato coincidió con el hallazgo de las minas de Zacatecas (1548).

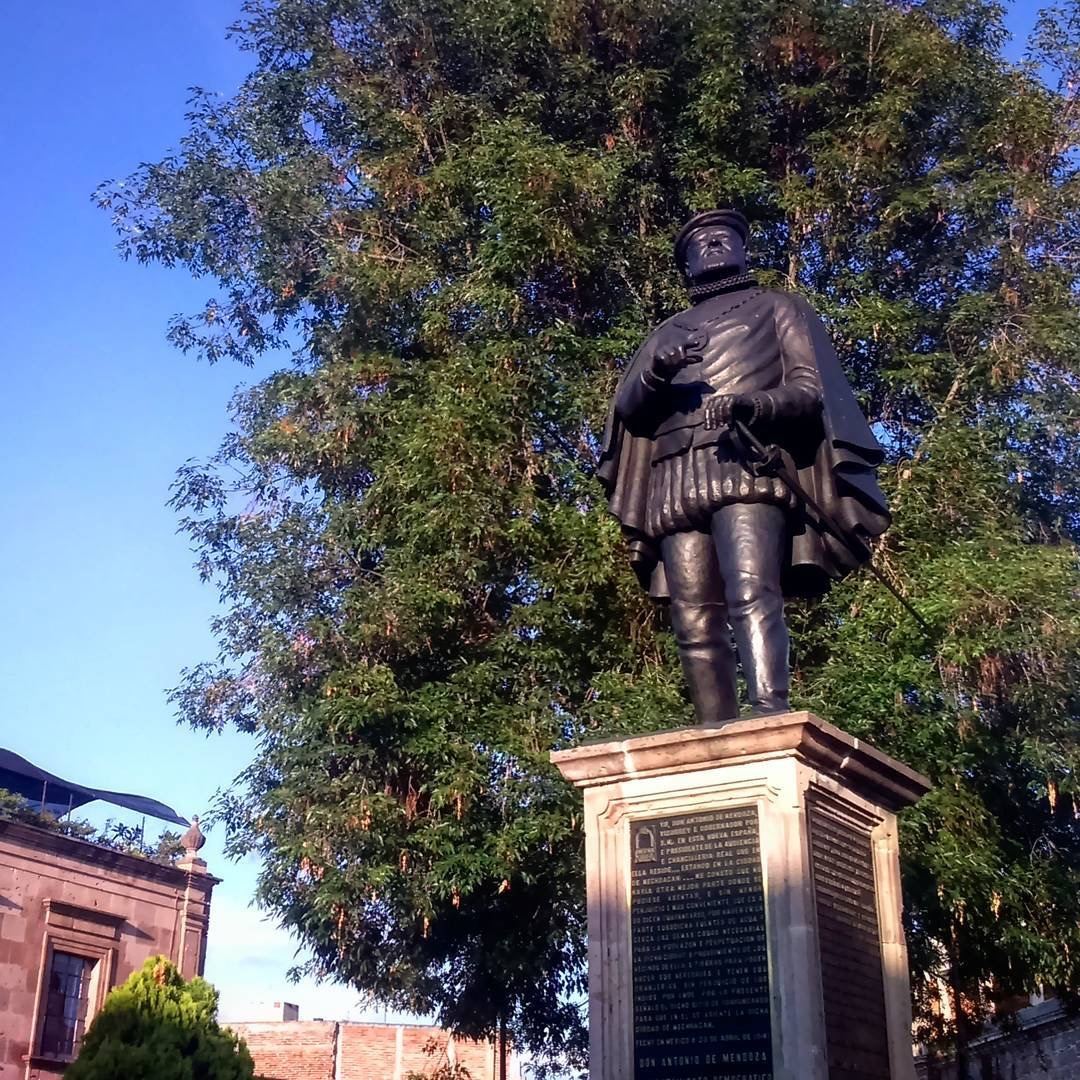
Monumento al Virrey Mendoza en Morelia, México; con la transcripción en bronce de la cédula de fundación de la ciudad.

- Se puso en marcha de numerosas obras públicas que mejoraron las condiciones de la Ciudad de México que continuaba edificándose a marchas forzadas.
- Inició el acondicionamiento de los muelles y edificios de la aduana, así como ciertas fortificaciones Puerto de Veracruz.
- Fundó en 1541 la ciudad de Valladolid, en el valle de Guayangareo (hoy Morelia, en el estado de Michoacán), y otras poblaciones en lo que hoy es el estado mexicano de Jalisco.
- Inició las gestiones para crear la primera Universidad de México.
- Acató la promulgación de las Leyes Nuevas el 24 de marzo de 1543, pero al poco tiempo las suspendió hasta que la Corona decidiera acerca de la protesta en contra de las mismas por parte del cabildo de México. A diferencia de lo sucedido en Perú, el virrey atendió prudentemente los reclamos de los conquistadores y encomenderos en contra de las Leyes Nuevas, lo que evitó que estallaran revueltas. Las Leyes Nuevas finalmente fueron derogadas por este virrey el 20 de octubre de 1545. En 1546 el visitador Francisco Tello de Sandoval elevó a la corona 46 cargos en su contra y, simultáneamente, fray Bartolomé de las Casas lo excomulgaba por apoyar a los encomenderos. Sin embargo, en 1548 el Consejo de Indias lo declaró libre de todos los cargos.
- Hacia 1547 ocurrió el extraño incidente de la llegada del falso visitador, el licenciado Vena, quien, descubierto, fue azotado públicamente y condenado a 10 años de prisión.
- El 12 de febrero de 1546 la diócesis de México fue elevada a la categoría de arquidiócesis. El 8 de julio de 1548 el obispo Juan de Zumárraga fue promovido a arzobispo. La bula llegó tarde a la capital de la Nueva España, cuando ya Zumárraga había muerto, el 3 de junio de 1548.

## Segundo virrey en el Perú

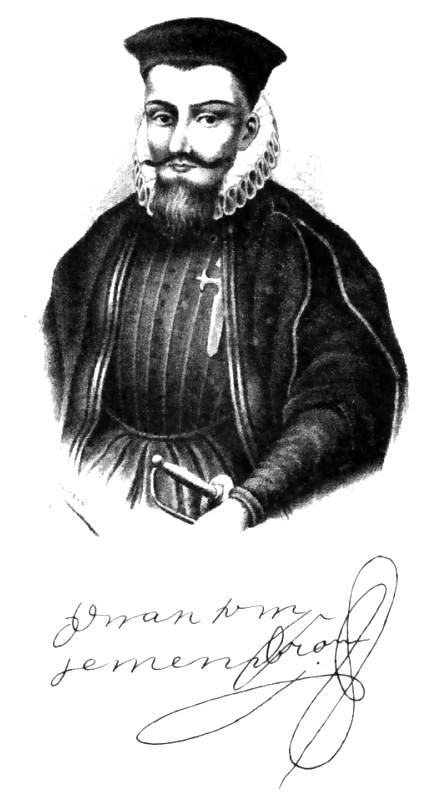
Don Antonio de Mendoza y su rúbrica, según grabado de Evaristo San Cristóval, 1891.

Estimando que la dilatada experiencia de don Antonio en el gobierno de la Nueva España sería apropiada para refrenar los ímpetus sediciosos y dirigir sagazmente la vida peruana, la corte le asignó los cargos de virrey, gobernador y capitán general del Perú y presidente de la Real Audiencia de Lima (8 de julio de 1549). Fue de este modo el primero en la extensa serie de mandatarios novohispanos que recibieron como premio el traslado al gran virreinato de América del Sur.
En su reemplazo, el Consejo de Indias nombró a Luis de Velasco como virrey de la Nueva España, ante quien, antes de partir, dejó Mendoza una relación de su gobierno (25 de noviembre de 1550). 
Mendoza, ya achacoso y enfermo, se embarcó en Acapulco, tocó tierra en los puertos de Realejo y Panamá y llegó finalmente a Tumbes (costa norte del Perú), el 15 de mayo de 1551. Desde aquí prosiguió por el camino terrestre de la costa e hizo su entrada solemne en la Ciudad de los Reyes (Lima) el 12 de septiembre de dicho año, aunque sin entrar bajo palio. Recibió el mando del presidente de la Audiencia Gobernadora, Andrés de Cianca. 
A pesar de su mala salud y de las secuelas de una hemiplejía, se dedicó a poner orden en la administración y el servicio público. Su mandato sería breve, durando solo diez meses,

### Obras y otros sucesos importantes
- Debido a su avanzada edad delegó en su hijo Francisco de Mendoza la visita o recorrido de las bien pobladas comarcas del sur, desde Lima hasta Potosí, examinando el aprovechamiento de los recursos naturales y el tratamiento que se daba a los indios, con especial atención a las condiciones de trabajo en el Cerro Rico de Potosí, de inmensa riqueza argentífera. El informe de Francisco de Mendoza, acompañado de los primeros dibujos y planos del centro minero, fueron remitidos a España y depositados presumiblemente en el Consejo de Indias hasta su pérdida.
- En 1552 expidió unas ordenanzas para la Audiencia de Lima, que significan el primer código de procedimientos judiciales promulgado en el Perú, con señalamiento de las atribuciones y obligaciones de magistrados, fiscales, relatores, abogados y demás ministros del foro.
- Se preocupó por hacer recoger informaciones veraces sobre el Tahuantinsuyo o Imperio de los incas, alentando al conquistador Juan de Betanzos a que culminara su crónica Suma y Narración de los Incas (1551).
- Recibió dos cédulas, del 12 de mayo y de 21 de septiembre de 1551 que autorizaban la fundación de la Universidad de San Marcos en el convento de Santo Domingo de Lima.
- Concedió licencia a Baltazar Zárate para introducir camellos en el Perú como medio de transporte, pero la empresa fracasó.
- Dictó una serie de normativas con el fin de reglamentar el uso de los bienes comunales de los indios,  conformar una compañía de alabarderos para servir como escolta virreinal y obligar a los encomenderos a casarse.
- Bajo su administración se creó el Obispado de la Plata, en Chuquisaca; tuvo lugar la llegada de los primeros sacerdotes de la orden de San Agustín y la celebración del primer concilio provincial limense, por convocatoria del arzobispo Jerónimo de Loayza (1551).

### Descontento de los encomenderos
A poco de empezar su gobierno, Mendoza debió enfrentar el descontento de los encomenderos, muchos de los cuales consideraban no haber sido lo suficientemente recompensados por sus servicios durante las guerras civiles.  En noviembre de 1551 se produjo en el Cuzco una revuelta encabezada por los hidalgos Francisco de Miranda, Alonso de Barrionuevo y Alonso Hernández Melgarejo. La Audiencia envió al Cuzco al mariscal Alonso de Alvarado, investido con el oficio de corregidor y justicia Mayor. Alvarado entró en la ciudad imperial el 3 de diciembre de 1551, ocasionando la fuga de la mayor parte de los revoltosos. No obstante, ajustició a los tres nombrados cabecillas, desterró del Perú a otros y envió preso a alguno.
Pero lo que caldeó más los ánimos de los encomenderos fue la supresión del «servicio personal» de los indios, o sea el aprovechamiento gratuito de su mano de obra por parte de los encomenderos. Esta medida había sido ordenada desde la metrópoli un par de años, y más aún, Mendoza trajo una Real Cédula confirmatoria de tal orden, pero se dejó sin efecto en el Perú por temor al estallido de revueltas. No obstante, los magistrados de la audiencia de Lima resolvieron que no debía posponerse más la aplicación de dicha medida, y el 23 de junio de 1552 libraron una provisión aboliendo el trabajo no remunerado de los nativos. Mendoza avaló la decisión de los oidores (entre los que se contaba Andrés de Cianca), en quienes prácticamente había delegado el mando. 
Dicha medida provocó, como era de esperar, la furiosa protesta de los encomenderos. Se descubrió en Lima un plan de conspiración para apresar a los oidores y enviarlos a España luego que falleciese el Virrey, que se hallaba muy enfermo y al borde de la muerte. Se sindicó como cabecilla del complot al general Pedro de Hinojosa, mas este caudillo supo congraciarse a tiempo con los oidores y quien fue ajusticiado fue su lugarteniente Luis de Vargas. 
Muchos descontentos que residían en el Cuzco pasaron a Charcas (actual Bolivia) donde fraguaron una nueva rebelión, pero don Antonio de Mendoza ya no se enteraría de ello. El anciano virrey murió en el palacio de Lima, el 21 de julio de 1552, y fue sepultado, en una pomposa ceremonia fúnebre, en la sacristía de la Catedral limeña. La Audiencia tomó el mando del Virreinato, presidido nuevamente por el oidor Andrés de Cianca.

## La primera declaración de independencia de América
Antonio de Mendoza, perdida la posibilidad de crear una estirpe de virreyes Mendoza tanto en la Nueva España como en el Perú, preparó un memorial en 1551, que envió con su hijo Francisco de Mendoza a España —según Rafael Diego Fernández— para ser entregado al Emperador Carlos I, que podría ser considerado por su incendiario contenido la primera declaración de independencia de América, máxime teniendo en cuenta que el propio virrey dice en ella que no oso decirle más porque me va mal de ello, frente a la que tradicionalmente ha sido considerada hasta ahora —entre otros por Simón Bolívar—, que era la carta de  Lope de Aguirre a Felipe II (1561).